# Капууо, Клеменс
Клеменс Мутуурундже Капууо (англ. Clemens Mutuurunge Kapuuo; 16 марта 1923, Окаханджа — 27 марта 1978, Виндхук) — намибийский политик времён южноафриканской оккупации ЮЗА, племенной вождь гереро. Один из основателей Демократической организации национального единства, первый президент Демократического альянса Турнхалле. Выступал против расовой дискриминации, за независимость Намибии, но придерживался правых националистических позиций, противостоял марксистской СВАПО, сотрудничал с властями ЮАР. Убит при невыясненных обстоятельствах.

## Вождь и учитель
Родился в семье племенной аристократии гереро. Его отец Клеменс Капууо-старший был богатым предпринимателем и влиятельным племенным политиком. Александрине Кандирикира, мать Клеменса Капууо, состояла в родстве с Самуэлем Магареро. Дядей Клеменса Капууо был главный националистический лидер и племенной авторитет гереро вождь Хосеа Кутако.
Образование Клеменс Капууо получил в англиканской миссионерской школе Виндхука. Работал учителем в Ватерберхе, Карибибе, Виндхуке. В 1950—1953 возглавлял ассоциацию чернокожих учителей.
Унаследовал статус племенного вождя и торговый бизнес отца. Активно участвовал в политических проектах Кутако. В 1960 совет вождей гереро утвердил Капууо в качестве преемника Кутако.

## Политик

### Активист движения за независимость
Клеменс Капууо был сторонником независимости Намибии, выступал против оккупационного правления ЮАР в Юго-Западной Африке (ЮЗА). Участвовал в протестных выступлениях африканского населения, считался «символом антиколониального сопротивления». В то же время он придерживался правых консервативных позиций. Был убеждённым антикоммунистом, идеологическим противником марксистского движения СВАПО, которое вело вооружённую борьбу против южноафриканской оккупации.
Капууо принципиально выступал за мирный путь к независимости. Этому способствовала историческая память вождя о событиях 1900-х годов — антиколониальном восстании и последующем геноциде гереро войсками кайзеровской Германии.
В 1964 совет вождей гереро отказал в поддержке социалистической партии СВАНУ и учредил более правую Демократическую организацию национального единства (НУДО). Её возглавили Хосеа Кутако, Мбурумба Керина и Клеменс Капууо. В 1971 Международный суд ООН вынес вердикт о незаконности южноафриканского правления в Юго-Западной Африке. НУДО инициировала создание Национальной конвенции (НК) — коалиции сторонников намибийской независимости. Первым главой НК стал Клеменс Капууо.
Однако в 1973 ООН признала СВАПО единственным законным представителем народа Намибии. После этого СВАПО вышла из НК. Между НУДО и СВАПО возник жёсткий политико-идеологический конфликт. Обострились и этноплеменные противоречия: СВАПО опиралась на овамбо, НУДО — на гереро.
С 1970, после смерти Хосеа Кутако, Клеменс Капууо стал верховным вождём гереро.

### Партнёр правительства ЮАР
Власти ЮАР под международным давлением разрабатывали свой план урегулирования в Юго-Западной Африке. Правительство Балтазара Форстера в принципе соглашалось на независимость Намибии — но после длительного периода «временного управления». Неприемлемой перспективой для Претории являлся приход к власти откровенно враждебного СВАПО.
Южноафриканское правительство рассматривало Намибию как буфер, отделяющий от коммунистического режима, установленного под властью МПЛА в независимой Анголе. Попытка военного вмешательства ЮАР в ангольскую войну кончилась серьёзным поражением. При этом восстание в Соуэто, убийство Стива Бико, массовые протесты и беспорядки крайне осложнили внутриполитическую ситуацию в ЮАР. Радикальное крыло Национальной партии выражало недоверие кабинету Форстера как неспособному контролировать положение, требовало жёсткого курса в сфере обороны и безопасности. Лидерами этих сил являлись министр обороны Питер Бота и главнокомандующий вооруженными силами Магнус Малан.
Правительство пыталось стабилизировать ситуацию и укрепить своё положение успехами в намибийской политике. Претория нуждалась в партнёрах среди намибийских политиков, которые представляли бы не только белую общину — как Республиканская партия (РП) Дирка Маджа — но и африканское большинство. На эту роль вполне подходил Клеменс Капууо с его статусом вождя и консервативной позицией.
С 1975 Капууо активно участвовал в конституционной конференции Турнхалле, организованной правительством ЮАР, представителями намибийской белой общины и консервативными африканскими деятелями. 5 ноября 1977 на конференции был учреждён Демократический альянс Турнхалле (ДТА) — коалиция двенадцати правых организаций ЮЗА, преимущественно этноплеменных, готовых к сотрудничеству с властями ЮАР. Основными учредителями выступили РП и НУДО.

### Лидер ДТА
Первым президентом ДТА стал Клеменс Капууо, председателем — Дирк Мадж. Капууо и Мадж были не только политическими союзниками, но и личными друзьями. Под их руководством ДТА сориентировался на жёсткое противостояние СВАПО в союзе с южноафриканской администрацией. СВАПО и её союзники (в том числе советские пропагандистские органы) резко критиковали африканских членов ДТА как «расистских марионеток». По данным правительства ЮАР, в СВАПО был составлен специальный ликвидационный список.
Переход Клеменса Капууо от жёсткой антиколониальной позиции к сотрудничеству с оккупационной администрацией и режимом апартеида производил удивительное впечатление. Эксперты полагают, что причина заключалась в согласии правительства ЮАР выделить в исключительное пользование гереро значительный земельный резерв в области Омахеке. Капууо исходил здесь из сугубо племенных интересов. Он считал, что такая договорённость восстановит историческую справедливость в отношении гереро, потерявших свои земли во время геноцида.
Эти планы предельно обострили отношения между гереро и овамбо и сделали Клеменса Капууо смертельным врагом СВАПО. При этом популярность радикальной СВАПО ширилась среди африканского населения Намибии, не относящегося к гереро. В феврале 1978 на одном из митингов была предпринята попытка убить Капууо (покушавшийся был немедленно застрелен охранниками вождя). Между боевиками гереро-ДТА и овамбо-СВАПО произошло несколько крупных столкновений.

## Убийство и расследование
27 марта 1978 Клеменс Капууо прибыл по коммерческим делам в виндхукский пригород Катутура. Когда он подходил к своему магазину, из-за ограждения раздались несколько выстрелов. Капууо получил три огнестрельных ранения и вскоре умер в больнице. Убийцы скрылись на грузовике и никогда не были обнаружены.
По данным официального расследования, выстрелы, повлекшие смерть Капууо, были произведены из пистолета ТТ советского производства. Известные связи с СССР создали основания для обвинения в адрес СВАПО. С другой стороны, ни оружие убийства, ни очевидная вражда сами по себе не являлись полными доказательствами.
Через несколько дней южноафриканская полиция арестовала активиста СВАПО Акселя Йоханнеса. Ему было предъявлено обвинение в убийстве Капууо. Под пыткой Йоханнес подписал затребованные признания, но метод их получения не позволяет считать обвинение доказанным.
СВАПО никогда не признавала своей ответственности за смерть Клеменса Капууо и со своей стороны обвиняла власти ЮАР. Эта версия приобрела практически официальный характер после прихода СВАПО к власти в независимой Намибии. При этом не уточняется, какие выгоды могли извлечь власти ЮАР из данной преступной акции. Убийство остаётся не расследованным по сей день.

## Политические последствия
Убийство Клеменса Капууо отразилось не только на положении в Намибии, но повлияло на ход событий в ЮАР и Анголе. Это преступление стало существенным эпизодом Холодной войны на Юге Африки.
Были сорваны планы правительства Форстера по мирному урегулированию в ЮЗА. Война в Намибии возобновилась с новой силой и ожесточением. Вооружённые силы ЮАР провели "Операцию «Рейнджер» — массированные удары по формированиям СВАПО. Эти действия переросли в крупномасштабную пограничную войну, сросшуюся с гражданской войной в Анголе и продолжавшуюся до конца 1980-х.
Провал намибийской политики правительства ЮАР совпал с коррупционной аферой Мюльдергейт («дело Эшеля Руди»). Позиции Балтазара Форстера оказались необратимо подорваны. Спустя полгода после гибели Капууо премьерство Форстера завершилось. Главой правительства стал Питер Бота. К власти в ЮАР пришли т. н. «секьюритикраты» — сторонники жёсткого курса во внешней и оборонной политике и реформ в политике внутренней. Последовала цепь событий, приведшая в 1990-х к провозглашению независимости Намибии и отмене апартеида в ЮАР.
Столь масштабные исторические процессы не могли оказаться следствием гибели одного политика. Но убийство Клеменса Капууо явилось важным фактором намибийской войны и южноафриканских внутриполитических изменений.
Независимость Намибии была провозглашена в 1990. К власти в стране пришла СВАПО, главной оппозиционной силой стал ДТА. Верховным вождём гереро после гибели Клеменса Капууо стал Куаима Рируако. После кончины Рируако в 2014 его сменил Векуайи Рукоро.

## Память
В современной Намибии образ Клеменса Капууо окружён почётом и уважением. Капууо рассматривается как борец за независимость, ответственный и дальновидный политик, сторонник мирных компромиссных решений. Особенно популярен Капууо среди гереро. В годовщины его гибели проводятся памятные мероприятия.
В 1999 вождь Рируако обратился к президенту ЮАР Табо Мбеки с просьбой оказать содействие в расследовании убийства Капууо (при этом в качестве доминирующей версии выдвигалась причастность службы безопасности режима апартеида). В 2016 с аналогичным обращением к президенту ЮАР Джейкобу Зуме выступил президент ДТА Макгенри Венаани.